# Ungarische Badminton-Mannschaftsmeisterschaft 1999
Die Ungarische Badminton-Mannschaftsmeisterschaft 1999 war die 31. Auflage des Teamwettstreits in Ungarn. Es wurde ein Wettbewerb für gemischte Mannschaften ausgetragen. Meister wurde das Team von Debreceni TC-DSI.

## Endstand
| Platz | Mannschaft |
| ----- | --- |
| 1.    | Debreceni TC-DSI (Levente Csiszér, Viktor Cséti, Richárd Bánhidi, Ákos Károlyi, Tamás Hódos, Attila Karika, András Kerekes, Teofil Tóth, Csilla Fórián, Zita Batár, Orsolya Kocsis, Andrea Kocsis) |
| 2.    | Rosco SE |
| 3.    | Honvéd Zrínyi SE |
| 4.    | BEAC |